# Hiawatha’s Rabbit Hunt
Hiawatha’s Rabbit Hunt (1941) – amerykański film animowany z udziałem Królika Bugsa.
Jest to parodia filmu pt. Little Hiawatha z 15 maja 1937, wyprodukowanego przez wytwórnię Walta Disneya w ramach serii Silly Symphonies.
Kreskówka otrzymała nominację do Oscara za najlepszy krótkometrażowy film animowany.